# Bjurbäck
Bjurbäck är kyrkbyn i Bjurbäcks socken i Mullsjö kommun i Västergötland, Jönköpings län. Orten är belägen åtta kilometer sydväst om Mullsjö vid Nässjöns nordöstra strand.
I orten ligger Bjurbäcks kyrka samt Bjurbäcks Säteri och sedan 2004 en konsthall.